# 뽀로로와 친구들 극장판 바이러스를 없애줘!
《뽀로로와 친구들 극장판 바이러스를 없애줘!》은 2022년에 개봉된 대한민국의 애니메이션 영화로, 뽀로로 시리즈의 7번째 극장판이다.

## 줄거리
게임왕국을 초토화 시킨 네모 바이러스를 없애기 위해 ‘에디박사’의 도움을 구하러 차원을 넘어온 게임왕국의 집사 ‘차차 아저씨’. 그를 쫓아온 바이러스 괴물로 인해 뽀롱뽀롱 마을은 위험에 빠지고, ‘크롱’과 ‘포비’는 네모가 되어버리고 만다. 뽀로로와 친구들은 게임왕국과 뽀롱뽀롱 마을을 구하기 위해, 팀 뽀로로 & 팀 에디로 나뉘어 ‘에디박사’가 발명한 컴퓨터 백신을 가지고 바이러스 소탕 대작전을 시작하는데…